# Luis Cardoso
Luis Cardoso, de son nom complet Luís Cardoso de Noronha (né le 8 décembre 1958 à Cailaco) est un écrivain du Timor Oriental, de langue portugaise.

## Biographie
Luis Cardoso, de son nom complet Luís Cardoso de Noronha (né en 1958 à Cailaco) est un écrivain de langue portugaise. Il a fait sa scolarité au collège missionnaire de Soibada au Timor Oriental, alors colonie portugaise, puis au séminaire de Dare, à proximité de la capitale Dili. Après la Révolution des Œillets d'avril 1974, qui a amorcé le début de la décolonisation portugaise dans le monde, il est parti étudier la foresterie à l'Institut Supérieur d'Agronomie de Lisbonne. Il est resté en exil au Portugal pendant l'occupation du Timor-Oriental par l'Indonésie (1975-1999) et a notamment été le représentant de la résistance est-timoraise à Lisbonne.

## Études sur Luis Cardoso
Lacerda (D.), « Luís Cardoso, primeiro escritor timorense, autor de 'Une île au loin' », revue Latitudes, no 8, mai 2000, p. 31.
Seixo (Maria Alzira), « Un récit de Timor: Luis Cardoso et la traversée des cultures », in Jean Bessière et Sylvie André, Multiculturalisme et identité en littérature et en art, Paris, Éditions L'Harmattan. 2002, p. 295–302.
Moutinho (Isabel), "Timor Leste et la réaffirmation d'une identité multiculturelle", in Raylene Ramsay, Cultural Crossings: Negotiating Identities in Francophone and Anglophone Pacific Literature, Peter Lang, 2010, p. 167–178.